# Neoeutrypanus incertus
Neoeutrypanus incertus là một loài bọ cánh cứng trong họ Cerambycidae.